# Judaísmo rabínico
Judaísmo rabínico, também chamado de rabinismo, rabinicismo ou judaísmo rabanita, tem sido uma forma ortodoxa de judaísmo desde o século VI d.C., após a codificação do Talmude Babilônico. O judaísmo rabínico tem suas raízes na escola farisaica do judaísmo do Segundo Templo e é baseado na crença de que Moisés, no Monte Sinai, recebeu de Deus tanto a Torá Escrita (Torah she-be-Khetav) quanto a Torá Oral (Torah she-be-al Peh). A Torá Oral, transmitida oralmente, explica a Torá Escrita. No início, era proibido escrever a Torá Oral, mas após a destruição do Segundo Templo, decidiu-se escrevê-la na forma do Talmud e outros textos rabínicos para fins de preservação. O judaísmo rabínico contrasta com os saduceus, os caraítas e os samaritanos, que não reconhecem a Torá Oral como autoridade divina nem os procedimentos rabínicos usados para interpretar as escrituras judaicas.